# Hárs-hegyi Szent Miklós-barlang
A Hárs-hegyi Szent Miklós-barlang a Duna–Ipoly Nemzeti Parkban, a Budai-hegységben elhelyezkedő Budapest II. kerületében, a Nagy-Hárs-hegyen található egyik barlang.

## Leírás
A Nagy-Hárs-hegy csúcsától D–DK-re 380 m-re, meredek hegyoldalban lévő 3 m magas mészkőkibúvás tövében nyílik. A hegy Ny–DNy-i oldalán található kőfejtőtől kb. 250 m-re K–ÉK-i irányban van. A barlang a kőfejtő mellett elhaladó ösvénytől nem messze helyezkedik el.
Bejárata kőfülkeszerű, 2 m magas és 1,3 m széles. Oligocén homokkőben alakult ki, csak a bejárati része jött létre felső triász dachsteini mészkőben. Járatai tág, ÉNy–DK-i irányú hasadék mentén helyezkednek el. Feltáró munkával valószínűleg újabb járatok válnának ismertté.
1992-ben volt először Hárs-hegyi Szent Miklós-barlangnak nevezve a barlang az irodalmában. 1992. évi megtalálásának napja, Miklós nap alapján lett elnevezve.

## Kutatástörténet
Az 1973-ban megjelent, A rejtélyes Bátori-barlang című könyvben le van írva egy név nélküli barlang a Nagy-Hárs-hegy oldalában, amely valószínűleg a Hárs-hegyi Szent Miklós-barlang. A barlang bejáratának tetején 30 cm hosszú, legömbölyített élű és háromszög alakú fúró-feszítővas lenyomatot találtak Vajna György és Zolnay László. Az 1984-ben kiadott, Magyarország barlangjai című könyv országos barlanglistájában nem szerepel a barlang.
Az Acheron Barlangkutató Szakosztály tagjai 1992. december 6-án bukkantak rá a barlangra. A kéziratban található leírások szerint a barlang a Hárs-hegy csúcsától D–DK-re 380 m-re nyílik és előttük még senki nem írt a barlangról. A barlang szerintük korábban már ismert volt, mert abban ismeretlen eredetű bontásnyomokat találtak. 1992-ben Dianovszki T., Hűvös A., Kocsis A. és Kárpát József felmérték a barlangot, majd a felmérés felhasználásával elkészült a barlang alaprajz térképe és hossz-szelvény térképe. A térképek 1:100 méretarányban mutatják be a barlangot. A térképlapon jelölve van az É-i irány. A barlang a felmérés szerint 18 m hosszú és 12 m mély.
A szakosztály 1992. évi jelentésében található két olyan, színes fénykép, amelyek a barlangot szemléltetik. Az 1992. évi Karszt és Barlangban megjelent beszámolóban az olvasható, hogy terepbejáráskor találtak rá a 18 m hosszú és 12 m mély barlangra a szakosztály tagjai. 2004. október 12-én Egri Csaba készítette el a barlang fénykép-dokumentációját. 2007-től 2009-ig az Anubisz Barlangkutató Csoport és az Adrenalin Barlangkutató Egyesület végeztek a Hárs-hegyi Szent Miklós-barlangban bontómunkát és takarították az üreget.